# Mas de Ventura (Constantí)
El Mas de Ventura és una masia de Constantí (Tarragonès) protegida com a bé cultural d'interès local.

## Descripció
Actualment en aquest mas es troben les oficines del polígon industrial de Constantí. És una hisenda molt gran que constitueix una partida de terra.
La masia és una de les més notables del terme per la seva magnitud. Havia estat fortificada i encara conserva les restes de les defenses. L'edifici presenta les característiques següents: té planta baixa, pis noble i golfes. Als dos costats de l'edifici hi ha sengles galeries emmarcades per arcs de mig punt que donen molta gràcia al conjunt i que són, juntament amb la petita església, els elements més destacables del conjunt. Aquesta porxada es troba col·locada al primer pis. El mas està tot ell arrebossat de calç. Presenta a la façana principal un rellotge de sol.
L'església està adossada al costat dret de la masia. Té un frontó que es recolza damunt quatre columnes estriades d'estil dòric. La capella va estar sota advocació de Nostres Senyor Jesucrist. Dins la capella actualment només hi ha un orgue bastant deteriorat.
Les primeres notícies del mas són del 1700.